# Adnan Kevrić
Adnan Kevrić (* 2. Mai 1970 in Brčko, SFR Jugoslawien) ist ein ehemaliger bosnisch-herzegowinischer Fußballspieler.

## Karriere
Kevrić, zu dessen Stärken vor allem sein taktisches Verständnis zählte, agierte vor allem in der Rolle des klassischen Spielmachers.
Er begann seine Profikarriere bei den Stuttgarter Kickers und spielte danach beim SSV Ulm 1846, bei Eintracht Trier und zuletzt beim FC Nöttingen. Ab Mai 2006 war er sportlicher Leiter in der Oberliga bei Eintracht Trier, wo er zeitweise auch das Traineramt innehatte. Am 3. März 2007 trat er dort von beiden Ämtern zurück.
Sein größter Erfolg war 1997 Platz fünf in der 2. Bundesliga mit den Stuttgarter Kickers. Insgesamt kam er auf 208 Spiele in der 2. Liga, wobei er 29 Tore erzielte.

## Sonstiges
Kevric lebt seit 1998 in Ostfildern. Seine Tochter ist die 2008 geborene deutsche Turnerin Helen Kevric.

## Titel und Erfolge
- DFB-Pokal-Torschützenkönig 2000